# 新謝利察
新謝利察（羅馬化：Novoselytsia，發音：[ˌnɔwoˈsɛlɪtsʲɐ] ⓘ，發音：[ˈnowa ˈsulitsə]）是位於烏克蘭西部切爾諾夫策州切爾諾夫策區新謝利察市鎮的城市。該市位於該國西部普魯特河左岸，距離州府切爾諾夫策28公里，面積6.47平方公里，海拔高度139米，2022年人口估计为7,399。

## 友好城市
- 法國 热拉尔梅